# 한국친환경농자재협회
한국친환경농자재협회는 안전한 고효율의 친환경유기농자재 개발보급 및 안전사용 교육으로 친환경농업 실천을 용이하게 하여 친환경농산물 생산 농업인의 소득증대와 친환경농업 및 친환경유기농자재 산업 육성을 목적으로 2009년 5월 27일 설립된 대한민국 농림수산식품부 소관의 사단법인이다. 사무실은 서울특별시 서초구 강남대로 27, 화훼공판장 12-3호에 있다.

## 주요 사업
- 올바른 친환경유기농자재 사용기술 및 품질관리 등 안전사용 교육
- 친환경유기농자재 및 농산물 생산 소비촉진을 위한 전시 홍보사업
- 친환경유기농자재의 자율적 품질향상을 위한 사업
- 친환경유기농자재 생산자조금 조성 및 운영
- 친환경유기농자재 해외수출시장 개척사업
- 우수 친환경유기농자재 개발 시험연구 및 친환경농업 정책개발 등

## 역대 협회장
- 제 6대 회장 조광희
- 제 7대 회장 (주)상록 정명출 대표(2021년 ~)